# Klaus Kümmerer
Klaus Kümmerer (* 29. Mai 1959 in Offenhausen Kreis Münsingen) ist ein deutscher Chemiker. Seine Forschungsschwerpunkte sind Grüne und nachhaltige Chemie, Grüne und nachhaltige Pharmazie, Chemie und Kreislaufwirtschaft, Stoffliche Ressourcen und Spurenstoffe in der aquatischen Umwelt sowie Ökologie der Zeit.

## Biografie
Klaus Kümmerer wuchs in Kupferzell-Füßbach (Hohenlohekreis) auf und legte das Abitur am Hohenlohe-Gymnasium in Öhringen ab. Er studierte Chemie an den Universitäten Würzburg und Tübingen, wo er 1990 auch promoviert wurde. Von 1990 bis 1992 war er Koordinator des Berichts Chemie am Öko-Institut in Freiburg i.Br. 1992 wechselte er an das Institut für Umweltmedizin und Krankenhaushygiene am Universitätsklinikum Freiburg der Albert-Ludwigs-Universität (Freiburg). Dort erhielt er 1999 die Lehrberechtigung für Umweltchemie und Umwelthygiene. Nach seiner Habilitation wurde er zunächst Assistenzprofessor und später Leiter der Sektion für Angewandte Umweltforschung am Universitätsklinikum Freiburg. 2002 war er als Visiting Professor an der Case Western Reserve University (Cleveland, OH, USA) in der Arbeitsgruppe von Gilles Klopman, einem der Pioniere der Computerchemie. Im Jahr 2005 wurde er außerordentlicher Professor an der Universität Freiburg. Von 2008 bis 2010 war er sowohl stellvertretender Vorsitzender der Kommission für Umwelt und Nachhaltigkeit als auch Beauftragter für Umwelt am Universitätsklinikum Freiburg.
Seit 2010 ist Klaus Kümmerer Professor für Nachhaltige Chemie und physische Ressourcen sowie seit 2011 Direktor des Instituts für Nachhaltige Chemie an der Leuphana Universität Lüneburg. Er war von 2017 bis 2024 Gründungsdirektor des Research & Education Hub am International Sustainable Chemistry Collaborative Center (ISC3). Er ist Mitglied in zahlreichen nationalen und internationalen Gremien und berät regelmäßig die EU und UNEP sowie die nationale und internationale Politik in Nachhaltigkeitsfragen.  Er ist Gründungsherausgeber der beiden Zeitschriften Sustainable Chemistry and Pharmacy und Current Opinion in Green and Sustainable Chemistry. Er leitet an der Leuphana Professional School die berufsbegleitenden Online-Studiengänge Master of Sustainable Chemistry und den MBA Sustainable Chemistry Management, die er auch entwickelt hat. Klaus Kümmerer wurde 2023 auf Platz 16 weltweit von insgesamt 99.567 Wissenschaftlerinnen und Wissenschaftlern im Bereich der Environmental Sciences gemäß des Stanford University Ranking gelistet. Gemessen an den Zitationen lag er in Deutschland auf Platz 1.
Im Jahr 2023 erhielt er den von der Gesellschaft Deutscher Chemiker verliehenen Wöhler-Preis für Nachhaltige Chemie. 2024 wurde ihm das Bundesverdienstkreuz am Bande verliehen.

## Auszeichnungen
- Recipharm International Environmental Award, 2009[13]
- Wasserressourcenpreis der Rüdiger Kurt Bode-Stiftung im Stifterverband für die Deutsche Wissenschaft e.V., 2015[14]
- Deutschland – Land der Ideen, 2017[15]
- Wöhler-Preis für Nachhaltige Chemie, 2023[11]
- Bundesverdienstkreuz am Bande, 2024[12]